# Landtagswahl in Nordrhein-Westfalen 2017
- SPD: 69
- Grüne: 14
- FDP: 28
- CDU: 72
- AfD: 16

- Regierung: 100
- Opposition: 99

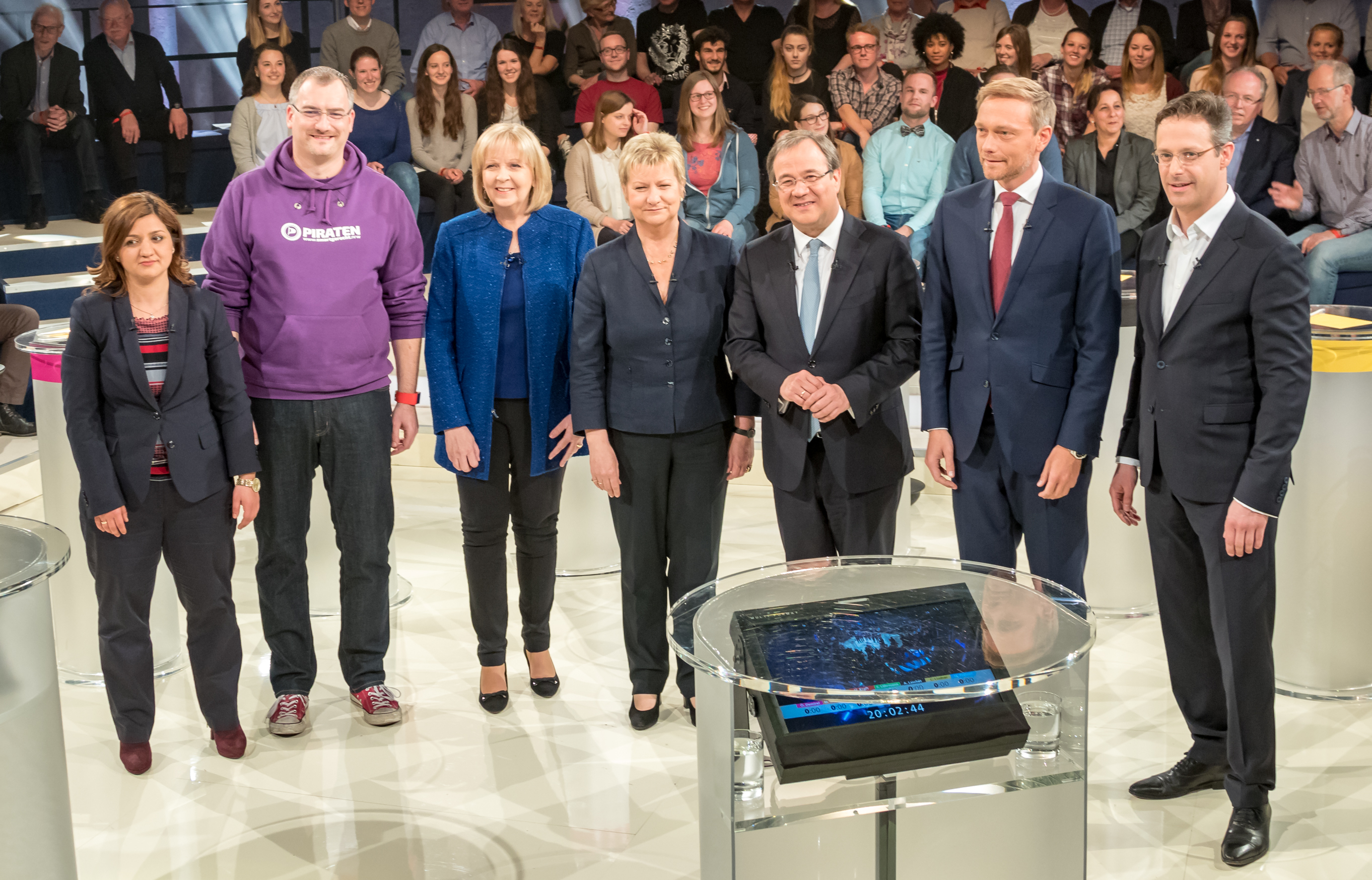
Spitzenkandidaten in der WDR-Sendung Wahlarena (2017)

Die Landtagswahl in Nordrhein-Westfalen 2017 war die Wahl zum 17. Landtag von Nordrhein-Westfalen und fand am 14. Mai 2017 statt. Die regierende Koalition aus SPD und Grünen verlor dabei ihre Mehrheit. Die CDU wurde mit 33,0 % der Zweitstimmen stärkste Partei. Dies war nach Stimmenanteil ihr zweitschlechtestes Ergebnis bei einer NRW-Wahl. Die von Ministerpräsidentin Hannelore Kraft geführte SPD erhielt mit 31,2 % ihr schlechtestes Ergebnis in Nordrhein-Westfalen, während die FDP mit 12,6 % ihr bisher bestes Ergebnis erzielte. Die Alternative für Deutschland zog mit 7,4 % erstmals in den Landtag ein. Das Ergebnis der Grünen halbierte sich gegenüber 2012 nahezu auf 6,4 %. Die Linke verfehlte den Einzug in den Landtag mit 4,9 % knapp, während die Piraten mit 1,0 % den Wiedereinzug deutlich verfehlten.
In Folge der Landtagswahl löste eine schwarz-gelbe Koalition unter dem neuen Ministerpräsidenten Armin Laschet (→ Kabinett Laschet) die rot-grüne Landesregierung von Hannelore Kraft (→ Kabinett Kraft II) Ende Juni 2017 ab.

## Wahlsystem
Der nordrhein-westfälische Landtag wird nach einem System der personalisierten Verhältniswahl mit geschlossenen Listen gewählt, das dem Bundestagswahlrecht ähnelt. Der Landtag hat mindestens 181 Abgeordnete, von denen 128 in Wahlkreisen direkt über die Erststimme gewählt werden. Maßgeblich für die relative Größe der Fraktionen im Landtag ist aber die Zweitstimme. Überhangmandate werden durch Ausgleichsmandate ausgeglichen, so dass praktisch immer eine dem Zweitstimmenanteil entsprechende proportionale Zusammensetzung des Landtags sichergestellt wird. Die Wahlvorschläge mussten spätestens am 48. Tag vor der Wahl (27. März 2017) bis 18 Uhr eingereicht werden.
Gegenüber der letzten Landtagswahl 2012 wurden die Wahlkreise zum Teil den geänderten Bevölkerungsverhältnissen angepasst.
Zur Wahl war auch die Briefwahl bzw. die Wahl im Wahlbüro vor dem eigentlichen Wahltermin möglich.

## Wahltermin
Die fünfjährige Wahlperiode des Landtages der 16. Wahlperiode, der aus der Landtagswahl am 13. Mai 2012 hervorging und am 31. Mai 2012 erstmals zusammentrat, endete gemäß Art. 34 und Art. 36 der Landesverfassung turnusmäßig mit dem 31. Mai 2017. Laut Art. 34 muss die Wahl zum Landtag „im letzten Vierteljahr der Wahlperiode“ durchgeführt werden. Laut Art. 31 findet die Wahl an einem Sonntag oder einem gesetzlichen Feiertag statt. Der erste Sonntag oder gesetzliche Feiertag innerhalb der letzten drei Monate der Wahlperiode war der 5. März 2017, der späteste mögliche Termin war der 28. Mai 2017. Seit 1975 fand die Landtagswahl immer an einem Sonntag im Mai statt. Am 8. März 2016 legte die Landesregierung den 14. Mai 2017 als Wahltag fest.

## Ausgangslage
Aus der Landtagswahl 2012 war die SPD nach deutlichen Zuwächsen als stärkste Fraktion hervorgegangen, die CDU mit einem historisch schlechten Wahlergebnis zweitstärkste Fraktion geworden, die Grünen und die FDP waren erneut in den Landtag eingezogen. Die Piraten konnten nach starken Stimmengewinnen erstmals in den Landtag einziehen. Die Linke konnte nicht erneut in den Landtag einziehen. Die rot-grüne Landesregierung unter Ministerpräsidentin Hannelore Kraft, in der 15. Wahlperiode noch eine Minderheitsregierung, hatte eine Mehrheit für eine Fortsetzung ihrer Koalition erzielt.

## Parteien und Kandidaten

### Parteien
Nur Parteien können mit Landeslisten kandidieren. Kreiswahlvorschläge können auch von Wählergruppen und einzelnen Wahlberechtigten eingereicht werden. Bis zum 27. März mussten Landeslisten beim Landeswahlleiter und Kreiswahlvorschläge beim zuständigen Kreiswahlleiter eingereicht werden.
Für eine Landesliste sind 1000 und für jeden Kreiswahlvorschlag 100 Unterstützungsunterschriften vorzulegen. Parteien, die bundesweit in keinem Landesparlament vertreten sind, müssen zudem ihre Parteieigenschaft nachweisen. Parteien, die im Landtag vertreten sind oder im Bundestag aufgrund eines Wahlvorschlags aus Nordrhein-Westfalen vertreten sind, benötigen keine Unterstützungsunterschriften.
In den 128 Wahlkreisen wurden insgesamt 967 Kreiswahlvorschläge zugelassen. Die Landeslisten von 31 Parteien wurden am 4. April 2017 vom Landeswahlausschuss zugelassen, die Listen von vier Parteien (Bündnis C, Die Einheit, LKR und Tierschutzpartei) wurden zurückgewiesen. Die Parteien erscheinen in folgender Reihenfolge auf den Stimmzetteln:
| Partei                                                                                        | Kurzbezeichnung      | Bewerber auf Platz 1 der Landesliste („Spitzenkandidat“) | Wahl- kreisbe- werber | Bewerber auf der Landesliste |
| --------------------------------------------------------------------------------------------- | -------------------- | -------------------------------------------------------- | --------------------- | ---------------------------- |
| Sozialdemokratische Partei Deutschlands                                                       | SPD                  | Hannelore Kraft                                          | 128                   | 130                          |
| Christlich Demokratische Union Deutschlands                                                   | CDU                  | Armin Laschet                                            | 128                   | 114                          |
| Bündnis 90/Die Grünen                                                                         | GRÜNE                | Sylvia Löhrmann                                          | 128                   | 60                           |
| Freie Demokratische Partei                                                                    | FDP                  | Christian Lindner                                        | 128                   | 121                          |
| Piratenpartei Deutschland                                                                     | PIRATEN              | Michele Marsching                                        | 107                   | 39                           |
| Die Linke                                                                                     | DIE LINKE            | Özlem Demirel                                            | 127                   | 39                           |
| Nationaldemokratische Partei Deutschlands                                                     | NPD                  | Ariane Meise                                             | –                     | 9                            |
| Partei für Arbeit, Rechtsstaat, Tierschutz, Elitenförderung und basisdemokratische Initiative | Die PARTEI           | Mark Benecke                                             | 20                    | 45                           |
| Freie Wähler                                                                                  | FREIE WÄHLER         | Christa Hudyma                                           | 8                     | 42                           |
| Bündnis für Innovation und Gerechtigkeit                                                      | BIG                  | Haluk Yildiz                                             | –                     | 21                           |
| Freie Bürger-Initiative / Freie Wähler                                                        | FBI/FWG              | Dirk Tegethoff                                           | –                     | 17                           |
| Ökologisch-Demokratische Partei                                                               | ÖDP                  | Benjamin Jäger                                           | 15                    | 17                           |
| Ab jetzt … Demokratie durch Volksabstimmung – Politik für die Menschen                        | Volksabstimmung      | Helmut Fleck                                             | 4                     | 10                           |
| Aktion Partei für Tierschutz – das Original                                                   | TIERSCHUTZliste      | Jeanette Mettbach                                        | –                     | 2                            |
| Allianz Deutscher Demokraten                                                                  | AD-Demokraten NRW    | Levent Önder                                             | –                     | 15                           |
| Alternative für Deutschland                                                                   | AfD                  | Marcus Pretzell                                          | 111                   | 59                           |
| Aufbruch C – Christliche Werte für eine menschliche Politik                                   | AUFBRUCH C           | Jens Köhler                                              | 3                     | 16                           |
| Bündnis Grundeinkommen                                                                        | BGE                  | Felix Naumann                                            | –                     | 17                           |
| Demokratische Bürger Deutschland                                                              | DBD                  | Ralf Piekenbrock                                         | –                     | 18                           |
| Deutsche Kommunistische Partei                                                                | DKP                  | Siw Mammitzsch                                           | 14                    | 21                           |
| Deutsche Zentrumspartei                                                                       | ZENTRUM              | Hans-Joachim Woitzik                                     | 3                     | 9                            |
| Die Rechte                                                                                    | DIE RECHTE           | Kevin Koch                                               | 5                     | 10                           |
| Die Republikaner                                                                              | REP                  | Kevin Krieger                                            | 4                     | 14                           |
| Die Violetten – für spirituelle Politik                                                       | DIE VIOLETTEN        | Markus Weiß                                              | –                     | 8                            |
| Jugend- und Entwicklungspartei Deutschlands                                                   | JED                  | Daniel Stroot                                            | –                     | 10                           |
| Marxistisch-Leninistische Partei Deutschlands                                                 | MLPD                 | Gabriele Gärtner                                         | 12                    | 26                           |
| PAN – die Parteilosen                                                                         | PAN                  | Jan-Philipp Borth                                        | –                     | 4                            |
| Partei für Gesundheitsforschung                                                               | Gesundheitsforschung | Saif Al Basri                                            | –                     | 7                            |
| Parteilose Wählergemeinschaft in der Bundesrepublik Deutschland                               | PARTEILOSE WG „BRD“  | Udo Surmann                                              | 1                     | 4                            |
| Schöner Leben                                                                                 | –                    | Janina Herff-Stammen                                     | –                     | 16                           |
| V-Partei³ – Partei für Veränderung, Vegetarier und Veganer                                    | V-Partei³            | Michael Kneifel                                          | –                     | 14                           |
| Familien-Partei Deutschlands                                                                  | FAMILIE              | –                                                        | 1                     | –                            |
| Liberale Demokraten                                                                           | LD                   | –                                                        | 1                     | –                            |
| Liberal-Konservative Reformer                                                                 | LKR                  | –                                                        | 1                     | –                            |
| Einzelbewerber                                                                                |                      | –                                                        | 18                    | –                            |
| Insgesamt                                                                                     |                      |                                                          | 967                   | 934                          |

### Spitzenkandidaten
Der Bewerber, der den ersten Listenplatz einer Partei einnimmt, wird als Spitzenkandidat bezeichnet. Vereinzelt treten Parteien auch mit zwei oder mehr Spitzenkandidaten an, die die ersten beiden (oder mehr) Listenplätze einnehmen. Spitzenkandidat ist jedoch ein Begriff, der im Wahlrecht nicht verankert ist. Der Ministerpräsident wird nicht direkt bei der Landtagswahl, sondern durch die Mitglieder des Landtags gewählt. Bei großen politischen Parteien sind diese Personen häufig gleichzeitig die Kandidaten für das Amt des Ministerpräsidenten für den Fall, dass die Partei eine Regierungskoalition bilden kann.
|                       |                     |                         |                         |                             |                                        |                       |
| Hannelore Kraft (SPD) | Armin Laschet (CDU) | Sylvia Löhrmann (Grüne) | Christian Lindner (FDP) | Michele Marsching (Piraten) | Christian Leye & Özlem Demirel (Linke) | Marcus Pretzell (AfD) |

### WDR-Kandidatencheck
Der Westdeutsche Rundfunk hatte für die Landtagswahl einen „Kandidatencheck“ durchgeführt. Jeder Landtagskandidat sollte sich in einem Video kurz vorstellen. Von den antretenden 1329 Kandidaten waren mit Stand 19. April 2017 insgesamt 966 Kandidaten mit einem Interview-Video in der WDR-Datenbank verfügbar. Die Rahmenbedingungen waren für alle Befragten gleich: Die Länge der Videoaufnahme wurde auf vier Minuten limitiert und es waren keine Wiederholungen möglich. Die gestellten Fragen waren für alle die gleichen.
Der WDR-Kandidatencheck wurde mit dem Grimme Online Award in der Kategorie Information ausgezeichnet. Die Jury empfiehlt das Projekt „ausdrücklich zur Nachahmung durch andere Rundfunkanstalten“.

## Positionen

### Wahl-O-Mat
Die Bundeszentrale für politische Bildung (bpb) hat in Kooperation mit der Landeszentrale für politische Bildung Nordrhein-Westfalen zur Landtagswahl in Nordrhein-Westfalen 2017 wieder den Wahl-O-Mat präsentiert, der inhaltlich von einem Redaktionsteam aus 17 Jungwählern aus Nordrhein-Westfalen entwickelt wurde. Beraten wurden sie dabei von der Projektleitung der bpb und der lpb, einem „wissenschaftlichen Wahl-O-Mat-Team“ und landespolitischen Beratern (Politikwissenschaftler).
Der Wahl-O-Mat war in der Vergangenheit umstritten; u. a. deshalb, weil komplexe Standpunkte nicht immer eindeutig auf Ja-, Nein- und Neutral-Aussagen zu reduzieren seien (die Begründungen und Erläuterungen der Parteien zu den einzelnen Standpunkten finden sich auf der Website des Wahl-O-Mats).
Die folgende Tabelle vergleicht die Positionen der im Landtag vertretenen Parteien zu verschiedenen Themen. Sie bezieht sich auf Antworten, die die Parteien im Wahl-O-Mat der bpb angegeben haben.
| \| Thesen \| \| \| \| \| \| \| Thesen \| SPD \| CDU \| Grüne \| FDP \| Piraten \| \| ------------------------------------------------------------ \| ------------ \| ------------ \| ------------ \| ---- \| ------------ \| \| Abitur nach neun Jahren \| nein \| nein \| nein \| nein \| nein \| \| Öffnungszeiten an Sonntagen \| nein \| nein \| nein \| ja \| ja \| \| Vertiefung des Rheins \| ja \| ja \| keine Angabe \| ja \| keine Angabe \| \| Abschaffung von Kita-Gebühren \| ja \| ja \| ja \| ja \| ja \| \| Abschiebung von Asylbewerbern \| ja \| ja \| keine Angabe \| ja \| nein \| \| Ausstieg aus dem Braunkohleabbau \| nein \| nein \| ja \| nein \| ja \| \| Kauf von Steuer-CDs \| ja \| ja \| ja \| nein \| nein \| \| Mehr Geld in sozialen Wohnungsbau \| ja \| ja \| ja \| nein \| ja \| \| Beteiligung des Veranstalters an Kosten für Polizei-Einsätze \| nein \| nein \| nein \| nein \| nein \| \| Kein Mindestlohn bei Pflichtpraktika \| keine Angabe \| ja \| keine Angabe \| ja \| nein \| \| Kinder- und Jugendräte \| keine Angabe \| keine Angabe \| ja \| ja \| ja \| \| Verpflichtung zur ökologischen Tierhaltung \| nein \| nein \| ja \| nein \| ja \| \| Grunderwerbssteuer senken \| nein \| ja \| nein \| ja \| keine Angabe \| \| Projekte gegen Rechtsextremismus \| ja \| ja \| ja \| ja \| ja \| \| Gemeinsamer Unterricht \| nein \| nein \| ja \| nein \| nein \| \| Resozialisierung von Straftätern \| ja \| ja \| ja \| ja \| ja \| \| Abschaffung der Mietpreisbremse \| nein \| keine Angabe \| nein \| ja \| nein \| \| Deutlich mehr Radschnellwege \| ja \| keine Angabe \| ja \| nein \| ja \| \| Bildung für Flüchtlinge \| ja \| ja \| ja \| ja \| ja \| \| Einrichtung eines Nationalparks \| ja \| nein \| ja \| nein \| ja \| \| Öffentlich-private Partnerschaften \| nein \| ja \| nein \| ja \| nein \| \| Wohngeld nur für Deutsche \| nein \| nein \| nein \| nein \| nein \| \| Unternehmen und Hochschulen \| ja \| ja \| ja \| ja \| keine Angabe \| \| Gänzliche Schuldenübernahme überschuldeter Kommunen \| nein \| nein \| keine Angabe \| nein \| ja \| \| Nur das traditionelle Familienbild \| nein \| nein \| nein \| nein \| nein \| \| 30-Stunden-Woche \| nein \| nein \| keine Angabe \| nein \| keine Angabe \| \| Integrationsprojekte \| ja \| ja \| ja \| ja \| ja \| \| Senkung des Wahlalters \| ja \| nein \| ja \| nein \| ja \| \| Anwerbung von Pflegekräften \| nein \| ja \| nein \| ja \| nein \| \| Schleierfahndung \| nein \| ja \| nein \| nein \| nein \| \| Keine Windkraftanlagen im Wald \| nein \| ja \| nein \| ja \| nein \| \| Ausschließlich Regelschulen \| nein \| nein \| ja \| nein \| nein \| \| Abschuss von wildernden Katzen \| nein \| keine Angabe \| nein \| ja \| nein \| \| Sanktionen bei Hartz IV \| keine Angabe \| ja \| nein \| ja \| nein \| \| Mehr Videoüberwachung \| keine Angabe \| ja \| nein \| nein \| nein \| \| Rauchen in Gaststätten \| nein \| keine Angabe \| nein \| ja \| ja \| \| Mehr Migranten im Polizeidienst \| ja \| ja \| ja \| ja \| ja \| \| Hürden für Volksbegehren senken \| ja \| nein \| ja \| ja \| ja \| |              |              |              |         |              |
| Thesen |              |              |              |         |              |
| SPD | CDU          | Grüne        | FDP          | Piraten |              |
| Abitur nach neun Jahren | nein         | nein         | nein         | nein    | nein         |
| Öffnungszeiten an Sonntagen | nein         | nein         | nein         | ja      | ja           |
| Vertiefung des Rheins | ja           | ja           | keine Angabe | ja      | keine Angabe |
| Abschaffung von Kita-Gebühren | ja           | ja           | ja           | ja      | ja           |
| Abschiebung von Asylbewerbern | ja           | ja           | keine Angabe | ja      | nein         |
| Ausstieg aus dem Braunkohleabbau | nein         | nein         | ja           | nein    | ja           |
| Kauf von Steuer-CDs | ja           | ja           | ja           | nein    | nein         |
| Mehr Geld in sozialen Wohnungsbau | ja           | ja           | ja           | nein    | ja           |
| Beteiligung des Veranstalters an Kosten für Polizei-Einsätze | nein         | nein         | nein         | nein    | nein         |
| Kein Mindestlohn bei Pflichtpraktika | keine Angabe | ja           | keine Angabe | ja      | nein         |
| Kinder- und Jugendräte | keine Angabe | keine Angabe | ja           | ja      | ja           |
| Verpflichtung zur ökologischen Tierhaltung | nein         | nein         | ja           | nein    | ja           |
| Grunderwerbssteuer senken | nein         | ja           | nein         | ja      | keine Angabe |
| Projekte gegen Rechtsextremismus | ja           | ja           | ja           | ja      | ja           |
| Gemeinsamer Unterricht | nein         | nein         | ja           | nein    | nein         |
| Resozialisierung von Straftätern | ja           | ja           | ja           | ja      | ja           |
| Abschaffung der Mietpreisbremse | nein         | keine Angabe | nein         | ja      | nein         |
| Deutlich mehr Radschnellwege | ja           | keine Angabe | ja           | nein    | ja           |
| Bildung für Flüchtlinge | ja           | ja           | ja           | ja      | ja           |
| Einrichtung eines Nationalparks | ja           | nein         | ja           | nein    | ja           |
| Öffentlich-private Partnerschaften | nein         | ja           | nein         | ja      | nein         |
| Wohngeld nur für Deutsche | nein         | nein         | nein         | nein    | nein         |
| Unternehmen und Hochschulen | ja           | ja           | ja           | ja      | keine Angabe |
| Gänzliche Schuldenübernahme überschuldeter Kommunen | nein         | nein         | keine Angabe | nein    | ja           |
| Nur das traditionelle Familienbild | nein         | nein         | nein         | nein    | nein         |
| 30-Stunden-Woche | nein         | nein         | keine Angabe | nein    | keine Angabe |
| Integrationsprojekte | ja           | ja           | ja           | ja      | ja           |
| Senkung des Wahlalters | ja           | nein         | ja           | nein    | ja           |
| Anwerbung von Pflegekräften | nein         | ja           | nein         | ja      | nein         |
| Schleierfahndung | nein         | ja           | nein         | nein    | nein         |
| Keine Windkraftanlagen im Wald | nein         | ja           | nein         | ja      | nein         |
| Ausschließlich Regelschulen | nein         | nein         | ja           | nein    | nein         |
| Abschuss von wildernden Katzen | nein         | keine Angabe | nein         | ja      | nein         |
| Sanktionen bei Hartz IV | keine Angabe | ja           | nein         | ja      | nein         |
| Mehr Videoüberwachung | keine Angabe | ja           | nein         | nein    | nein         |
| Rauchen in Gaststätten | nein         | keine Angabe | nein         | ja      | ja           |
| Mehr Migranten im Polizeidienst | ja           | ja           | ja           | ja      | ja           |
| Hürden für Volksbegehren senken | ja           | nein         | ja           | ja      | ja           |

### Wahlprogramme
SPD
Sowohl Kindertagesbetreuung als auch die Ausbildung zum Meister sollen in Kernzeiten kostenlos sein. Das Modellprojekt „Kein Kind zurücklassen“ soll landesweit ausgebaut werden. Die SPD will weitere regionale Innovationsnetzwerke (RIN) für die Digitalisierung aufbauen. Bis 2026 werde unter ihrer Führung ein Gigabit-Glasfasernetz in NRW entstehen. Weiter wird als Wahlziel eine Ausbildungsgarantie genannt, die schon im Koalitionsvertrag der vorigen Legislaturperiode stand und nicht umgesetzt wurde. 14 Milliarden Euro sollen bis 2030 in den Ausbau von Autobahnen im Land investiert werden, mind. 8 Milliarden in Erhalt und Ausbau des Schienennetzes fließen. Durch Förderung von abgasfreien Bussen werde man bis 2025 die Schadstoffbelastung in Innenstädten deutlich reduzieren. Es sollen 2.300 statt der bisherigen 2.000 Polizisten ausgebildet werden. Forschung und Entwicklung möchte man steuerlich fördern. Gleichzeitig werde man trotz dieser finanziellen Mehrbelastungen den Haushalt weiter konsolidieren.
CDU
Im Zeichen der Entbürokratisierung sollen viele Vorgaben, insbesondere die unter dem Umweltminister Remmel beschlossenen Vorgaben, die Hygieneampel, das Tariftreue- und Vergabegesetz wie auch das Klimaschutzgesetz abgeschafft werden. Genehmigungsverfahren würden so beschleunigt, Familienunternehmen werde es damit erleichtert, in ihre Umgebung in NRW zu expandieren. Angesichts einer Pro-Kopf-Verschuldung von mehr als 10.000 Euro und einer Gesamtverschuldung von 141 Milliarden Euro müsse man alle Ausgaben auf den Prüfstand stellen. Nordrhein-Westfalen müsse wieder attraktiv für Investoren werden. In Sachen Schulpolitik fordert die CDU einen Vertretungspool, für den alle Schulen Unterrichtsausfälle sowohl messen als auch melden müssten und in dem Ausfälle der Schulen im ganzen Land gesammelt werden. Die Schließung von Förderschulen für benachteiligte Kinder soll gestoppt werden. Um dem Mangel an Auszubildenden entgegenzuwirken, soll es für Jugendliche mit Problemen ein Übergangssystem geben, das immer mit einer anerkannten Berufsausbildung endet. Medizin-Studienplätze müssten vermehrt bereitgestellt werden, um dem Ärztemangel Einhalt zu tun. Schleierfahndung soll der Polizei NRW, wie in fast allen anderen Bundesländern auch, ermöglicht werden. Auch dadurch könne man entschiedener gegen Rockerbanden, Familienclans und Islamismus vorgehen.
FDP
Digitale Lernmethoden sollen in den nordrhein-westfälischen Schulen in erheblich größerem Maße eingesetzt werden. Zudem sollten Schulen selbst über Finanzen, Pädagogik, Personal, G8 oder G9 frei entscheiden dürfen. „Persönlichkeiten aus Forschung und Wirtschaft“ sollen in Schulen unterrichten. Beim Kauf des ersten Hauses sollen junge Familien finanziell entlastet werden. Statt Gesetze zu verschärfen, fordern die Liberalen eine modernere Ausstattung und mehr Personal für die Polizei. Um das Stauproblem insbesondere für Pendler zu beseitigen, werde man Investitionen in das Straßennetz NRWs verstärken. In puncto Datenschutz soll ein NRW-Datenschutzsiegel eingeführt werden. Wie auch die CDU will die FDP öffentliche Ausgaben, Programme, Subventionen und Staatsbetriebe auf den Prüfstand stellen; die Schuldenbremse werde man auf Landesebene einführen. Auf den bisherigen Solidaritätszuschlag werde man verzichten, stattdessen einen Freibetrag für die Grunderwerbssteuer in Höhe von 500.000 Euro einführen. Einwanderung soll durch ein Einwanderungsgesetz gesteuert und Integration verbindlich festgelegt werden. Um die Arbeit flexibler gestalten zu können, sollen Geschäfte auch sonntags öffnen und z. B. Produktnamen freier festlegen dürfen. Die FDP fokussiert sich neben Deregulierungen auch auf Digitalisierung. So sollen WLAN-Hotspots in Behörden und ein digitales Bürgeramt eingerichtet werden.
Grüne
Der Abschied aus der Kohle in den nächsten 20 Jahren soll gesetzlich festgeschrieben werden. Bis 2030 werde man den Strom zu 50 % durch erneuerbare Energieformen decken. Bis 2025 wollen die Grünen etwa 100.000 neue Arbeitsplätze in der Umweltwirtschaft schaffen. Barrierefreie Regionalzüge mit flächendeckendem WLAN werden gefordert. Anstatt neue Straßen zu bauen, sollen die bestehenden in einem guten Zustand erhalten bleiben. Gentechnik soll landesweit verboten sein. Die Inklusion behinderter Kinder soll weiter vorangetrieben werden, indem Förderschulen weiter geschlossen werden.

## Umfragen

Umfrageverlauf seit der vergangenen Wahl 2012

### Sonntagsfrage
Für die Sonntagsfrage gaben die Demoskopen bei den einzelnen Umfragen in Nordrhein-Westfalen untenstehende Anteile an.
| \| Institut \| Datum \| SPD \| CDU \| Grüne \| FDP \| Piraten \| Linke \| AfD \| Sonst. \| \| --------------------------- \| ---------- \| ---- \| ---- \| ----- \| ----- \| ------- \| ----- \| ---- \| ------ \| \| Forsa[22] \| 28.04.2017 \| 35 % \| 29 % \| 6 % \| 12 % \| – \| 6 % \| 7 % \| 5 % \| \| YouGov[22] \| 25.04.2017 \| 36 % \| 27 % \| 6 % \| 7 % \| 2 % \| 8 % \| 11 % \| 3 % \| \| Infratest dimap[22] \| 23.04.2017 \| 34 % \| 34 % \| 6 % \| 10 % \| – \| 5 % \| 8 % \| 3 % \| \| INSA[22] \| 11.04.2017 \| 37 % \| 28 % \| 6 % \| 10 % \| – \| 5 % \| 10 % \| 4 % \| \| Infratest dimap[22] \| 19.03.2017 \| 37 % \| 30 % \| 6 % \| 9 % \| – \| 5 % \| 9 % \| 4 % \| \| Forsa[22] \| 15.03.2017 \| 40 % \| 26 % \| 6 % \| 11 % \| – \| 5 % \| 7 % \| 5 % \| \| INSA[22] \| 05.03.2017 \| 38 % \| 27 % \| 7 % \| 10 % \| – \| 4 % \| 11 % \| 3 % \| \| Infratest dimap[22] \| 19.02.2017 \| 37 % \| 30 % \| 7 % \| 7 % \| – \| 6 % \| 10 % \| 3 % \| \| Forschungsgruppe Wahlen[22] \| 10.02.2017 \| 36 % \| 32 % \| 7 % \| 8 % \| – \| 5 % \| 9 % \| 3 % \| \| YouGov[22] \| 27.01.2017 \| 31 % \| 31 % \| 11 % \| 7 % \| 1 % \| 5 % \| 12 % \| 2 % \| \| Emnid[22] \| 21.01.2017 \| 32 % \| 30 % \| 10 % \| 8 % \| – \| 7 % \| 10 % \| 3 % \| \| Infratest dimap[22] \| 30.10.2016 \| 32 % \| 32 % \| 12 % \| 7 % \| – \| 5 % \| 9 % \| 3 % \| \| YouGov[22] \| 15.09.2016 \| 34 % \| 28 % \| 10 % \| 9 % \| – \| 5 % \| 11 % \| 3 % \| \| Mentefactum[22] \| 11.09.2016 \| 31 % \| 27 % \| 11 % \| 8 % \| – \| 5 % \| 13 % \| 3 % \| \| Infratest dimap[22] \| 22.05.2016 \| 31 % \| 31 % \| 10 % \| 8 % \| – \| 6 % \| 12 % \| 2 % \| \| INSA[22] \| 29.04.2016 \| 29 % \| 32 % \| 13 % \| 7,5 % \| – \| 5,5 % \| 9 % \| 4 % \| \| Infratest dimap[22] \| 21.02.2016 \| 31 % \| 33 % \| 9 % \| 7 % \| – \| 7 % \| 10 % \| 3 % \| \| Infratest dimap[22] \| 13.12.2015 \| 34 % \| 35 % \| 10 % \| 6 % \| – \| 5 % \| 5 % \| 5 % \| \| Forsa[22] \| 02.12.2015 \| 39 % \| 29 % \| 10 % \| 7 % \| 2 % \| 5 % \| 4 % \| 4 % \| \| YouGov[22] \| 26.11.2015 \| 34 % \| 30 % \| 11 % \| 5 % \| 1 % \| 5 % \| 9 % \| 5 % \| \| Infratest dimap[22] \| 07.09.2015 \| 34 % \| 36 % \| 11 % \| 5 % \| – \| 6 % \| 3 % \| 5 % \| \| Infratest dimap[22] \| 21.06.2015 \| 36 % \| 35 % \| 10 % \| 6 % \| 1 % \| 5 % \| 4 % \| 3 % \| \| Forsa[22] \| 02.06.2015 \| 36 % \| 32 % \| 11 % \| 9 % \| – \| 4 % \| 3 % \| 5 % \| \| INSA[22] \| 27.05.2015 \| 34 % \| 38 % \| 12 % \| 6 % \| 1 % \| 6 % \| 2 % \| 1 % \| \| YouGov[22] \| 18.12.2014 \| 34 % \| 35 % \| 12 % \| 4 % \| 2 % \| 4 % \| 7 % \| 2 % \| \| Infratest dimap[22] \| 07.12.2014 \| 35 % \| 36 % \| 10 % \| 5 % \| 1 % \| 5 % \| 5 % \| 3 % \| \| Forsa[22] \| 14.11.2014 \| 36 % \| 33 % \| 10 % \| 4 % \| 2 % \| 5 % \| 6 % \| – \| \| Forsa[22] \| 02.09.2014 \| 39 % \| 32 % \| 10 % \| 5 % \| 3 % \| 4 % \| 4 % \| – \| \| Infratest dimap[22] \| 11.05.2014 \| 37 % \| 36 % \| 10 % \| 5 % \| 2 % \| 5 % \| 3 % \| 2 % \| \| YouGov[22] \| 11.12.2013 \| 38 % \| 34 % \| 10 % \| 4 % \| – \| 5 % \| – \| – \| \| Infratest dimap[22] \| 08.12.2013 \| 37 % \| 38 % \| 8 % \| 4 % \| 3 % \| 5 % \| 3 % \| 2 % \| \| Infratest dimap[22] \| 19.09.2013 \| 38 % \| 35 % \| 11 % \| 4 % \| 2 % \| 4 % \| – \| – \| \| Infratest dimap[22] \| 07.09.2013 \| 40 % \| 36 % \| 9 % \| 4 % \| 3 % \| 4 % \| 2 % \| 2 % \| \| Infratest dimap[22] \| 26.05.2013 \| 39 % \| 35 % \| 14 % \| 4 % \| 2 % \| 3 % \| – \| 3 % \| \| YouGov[22] \| 25.04.2013 \| 42 % \| 31 % \| 12 % \| 6 % \| 2 % \| 3 % \| – \| 4 % \| \| Infratest dimap[22] \| 16.12.2012 \| 40 % \| 32 % \| 12 % \| 5 % \| 4 % \| 4 % \| – \| 3 % \| \| YouGov[22] \| 27.09.2012 \| 39 % \| 30 % \| 13 % \| 5 % \| 5 % \| 4 % \| – \| 4 % \| \| YouGov[22] \| 13.06.2012 \| 38 % \| 29 % \| 12 % \| 7 % \| 7 % \| 3 % \| – \| – \| |            |      |      |       |       |         |       |      |        |
| Institut | Datum      | SPD  | CDU  | Grüne | FDP   | Piraten | Linke | AfD  | Sonst. |
| Forsa | 28.04.2017 | 35 % | 29 % | 6 %   | 12 %  | –       | 6 %   | 7 %  | 5 %    |
| YouGov | 25.04.2017 | 36 % | 27 % | 6 %   | 7 %   | 2 %     | 8 %   | 11 % | 3 %    |
| Infratest dimap | 23.04.2017 | 34 % | 34 % | 6 %   | 10 %  | –       | 5 %   | 8 %  | 3 %    |
| INSA | 11.04.2017 | 37 % | 28 % | 6 %   | 10 %  | –       | 5 %   | 10 % | 4 %    |
| Infratest dimap | 19.03.2017 | 37 % | 30 % | 6 %   | 9 %   | –       | 5 %   | 9 %  | 4 %    |
| Forsa | 15.03.2017 | 40 % | 26 % | 6 %   | 11 %  | –       | 5 %   | 7 %  | 5 %    |
| INSA | 05.03.2017 | 38 % | 27 % | 7 %   | 10 %  | –       | 4 %   | 11 % | 3 %    |
| Infratest dimap | 19.02.2017 | 37 % | 30 % | 7 %   | 7 %   | –       | 6 %   | 10 % | 3 %    |
| Forschungsgruppe Wahlen | 10.02.2017 | 36 % | 32 % | 7 %   | 8 %   | –       | 5 %   | 9 %  | 3 %    |
| YouGov | 27.01.2017 | 31 % | 31 % | 11 %  | 7 %   | 1 %     | 5 %   | 12 % | 2 %    |
| Emnid | 21.01.2017 | 32 % | 30 % | 10 %  | 8 %   | –       | 7 %   | 10 % | 3 %    |
| Infratest dimap | 30.10.2016 | 32 % | 32 % | 12 %  | 7 %   | –       | 5 %   | 9 %  | 3 %    |
| YouGov | 15.09.2016 | 34 % | 28 % | 10 %  | 9 %   | –       | 5 %   | 11 % | 3 %    |
| Mentefactum | 11.09.2016 | 31 % | 27 % | 11 %  | 8 %   | –       | 5 %   | 13 % | 3 %    |
| Infratest dimap | 22.05.2016 | 31 % | 31 % | 10 %  | 8 %   | –       | 6 %   | 12 % | 2 %    |
| INSA | 29.04.2016 | 29 % | 32 % | 13 %  | 7,5 % | –       | 5,5 % | 9 %  | 4 %    |
| Infratest dimap | 21.02.2016 | 31 % | 33 % | 9 %   | 7 %   | –       | 7 %   | 10 % | 3 %    |
| Infratest dimap | 13.12.2015 | 34 % | 35 % | 10 %  | 6 %   | –       | 5 %   | 5 %  | 5 %    |
| Forsa | 02.12.2015 | 39 % | 29 % | 10 %  | 7 %   | 2 %     | 5 %   | 4 %  | 4 %    |
| YouGov | 26.11.2015 | 34 % | 30 % | 11 %  | 5 %   | 1 %     | 5 %   | 9 %  | 5 %    |
| Infratest dimap | 07.09.2015 | 34 % | 36 % | 11 %  | 5 %   | –       | 6 %   | 3 %  | 5 %    |
| Infratest dimap | 21.06.2015 | 36 % | 35 % | 10 %  | 6 %   | 1 %     | 5 %   | 4 %  | 3 %    |
| Forsa | 02.06.2015 | 36 % | 32 % | 11 %  | 9 %   | –       | 4 %   | 3 %  | 5 %    |
| INSA | 27.05.2015 | 34 % | 38 % | 12 %  | 6 %   | 1 %     | 6 %   | 2 %  | 1 %    |
| YouGov | 18.12.2014 | 34 % | 35 % | 12 %  | 4 %   | 2 %     | 4 %   | 7 %  | 2 %    |
| Infratest dimap | 07.12.2014 | 35 % | 36 % | 10 %  | 5 %   | 1 %     | 5 %   | 5 %  | 3 %    |
| Forsa | 14.11.2014 | 36 % | 33 % | 10 %  | 4 %   | 2 %     | 5 %   | 6 %  | –      |
| Forsa | 02.09.2014 | 39 % | 32 % | 10 %  | 5 %   | 3 %     | 4 %   | 4 %  | –      |
| Infratest dimap | 11.05.2014 | 37 % | 36 % | 10 %  | 5 %   | 2 %     | 5 %   | 3 %  | 2 %    |
| YouGov | 11.12.2013 | 38 % | 34 % | 10 %  | 4 %   | –       | 5 %   | –    | –      |
| Infratest dimap | 08.12.2013 | 37 % | 38 % | 8 %   | 4 %   | 3 %     | 5 %   | 3 %  | 2 %    |
| Infratest dimap | 19.09.2013 | 38 % | 35 % | 11 %  | 4 %   | 2 %     | 4 %   | –    | –      |
| Infratest dimap | 07.09.2013 | 40 % | 36 % | 9 %   | 4 %   | 3 %     | 4 %   | 2 %  | 2 %    |
| Infratest dimap | 26.05.2013 | 39 % | 35 % | 14 %  | 4 %   | 2 %     | 3 %   | –    | 3 %    |
| YouGov | 25.04.2013 | 42 % | 31 % | 12 %  | 6 %   | 2 %     | 3 %   | –    | 4 %    |
| Infratest dimap | 16.12.2012 | 40 % | 32 % | 12 %  | 5 %   | 4 %     | 4 %   | –    | 3 %    |
| YouGov | 27.09.2012 | 39 % | 30 % | 13 %  | 5 %   | 5 %     | 4 %   | –    | 4 %    |
| YouGov | 13.06.2012 | 38 % | 29 % | 12 %  | 7 %   | 7 %     | 3 %   | –    | –      |

| Institut                | Datum      | SPD  | CDU  | Grüne | FDP   | Piraten | Linke | AfD  | Sonst. |
| ----------------------- | ---------- | ---- | ---- | ----- | ----- | ------- | ----- | ---- | ------ |
| Forsa                   | 28.04.2017 | 35 % | 29 % | 6 %   | 12 %  | –       | 6 %   | 7 %  | 5 %    |
| YouGov                  | 25.04.2017 | 36 % | 27 % | 6 %   | 7 %   | 2 %     | 8 %   | 11 % | 3 %    |
| Infratest dimap         | 23.04.2017 | 34 % | 34 % | 6 %   | 10 %  | –       | 5 %   | 8 %  | 3 %    |
| INSA                    | 11.04.2017 | 37 % | 28 % | 6 %   | 10 %  | –       | 5 %   | 10 % | 4 %    |
| Infratest dimap         | 19.03.2017 | 37 % | 30 % | 6 %   | 9 %   | –       | 5 %   | 9 %  | 4 %    |
| Forsa                   | 15.03.2017 | 40 % | 26 % | 6 %   | 11 %  | –       | 5 %   | 7 %  | 5 %    |
| INSA                    | 05.03.2017 | 38 % | 27 % | 7 %   | 10 %  | –       | 4 %   | 11 % | 3 %    |
| Infratest dimap         | 19.02.2017 | 37 % | 30 % | 7 %   | 7 %   | –       | 6 %   | 10 % | 3 %    |
| Forschungsgruppe Wahlen | 10.02.2017 | 36 % | 32 % | 7 %   | 8 %   | –       | 5 %   | 9 %  | 3 %    |
| YouGov                  | 27.01.2017 | 31 % | 31 % | 11 %  | 7 %   | 1 %     | 5 %   | 12 % | 2 %    |
| Emnid                   | 21.01.2017 | 32 % | 30 % | 10 %  | 8 %   | –       | 7 %   | 10 % | 3 %    |
| Infratest dimap         | 30.10.2016 | 32 % | 32 % | 12 %  | 7 %   | –       | 5 %   | 9 %  | 3 %    |
| YouGov                  | 15.09.2016 | 34 % | 28 % | 10 %  | 9 %   | –       | 5 %   | 11 % | 3 %    |
| Mentefactum             | 11.09.2016 | 31 % | 27 % | 11 %  | 8 %   | –       | 5 %   | 13 % | 3 %    |
| Infratest dimap         | 22.05.2016 | 31 % | 31 % | 10 %  | 8 %   | –       | 6 %   | 12 % | 2 %    |
| INSA                    | 29.04.2016 | 29 % | 32 % | 13 %  | 7,5 % | –       | 5,5 % | 9 %  | 4 %    |
| Infratest dimap         | 21.02.2016 | 31 % | 33 % | 9 %   | 7 %   | –       | 7 %   | 10 % | 3 %    |
| Infratest dimap         | 13.12.2015 | 34 % | 35 % | 10 %  | 6 %   | –       | 5 %   | 5 %  | 5 %    |
| Forsa                   | 02.12.2015 | 39 % | 29 % | 10 %  | 7 %   | 2 %     | 5 %   | 4 %  | 4 %    |
| YouGov                  | 26.11.2015 | 34 % | 30 % | 11 %  | 5 %   | 1 %     | 5 %   | 9 %  | 5 %    |
| Infratest dimap         | 07.09.2015 | 34 % | 36 % | 11 %  | 5 %   | –       | 6 %   | 3 %  | 5 %    |
| Infratest dimap         | 21.06.2015 | 36 % | 35 % | 10 %  | 6 %   | 1 %     | 5 %   | 4 %  | 3 %    |
| Forsa                   | 02.06.2015 | 36 % | 32 % | 11 %  | 9 %   | –       | 4 %   | 3 %  | 5 %    |
| INSA                    | 27.05.2015 | 34 % | 38 % | 12 %  | 6 %   | 1 %     | 6 %   | 2 %  | 1 %    |
| YouGov                  | 18.12.2014 | 34 % | 35 % | 12 %  | 4 %   | 2 %     | 4 %   | 7 %  | 2 %    |
| Infratest dimap         | 07.12.2014 | 35 % | 36 % | 10 %  | 5 %   | 1 %     | 5 %   | 5 %  | 3 %    |
| Forsa                   | 14.11.2014 | 36 % | 33 % | 10 %  | 4 %   | 2 %     | 5 %   | 6 %  | –      |
| Forsa                   | 02.09.2014 | 39 % | 32 % | 10 %  | 5 %   | 3 %     | 4 %   | 4 %  | –      |
| Infratest dimap         | 11.05.2014 | 37 % | 36 % | 10 %  | 5 %   | 2 %     | 5 %   | 3 %  | 2 %    |
| YouGov                  | 11.12.2013 | 38 % | 34 % | 10 %  | 4 %   | –       | 5 %   | –    | –      |
| Infratest dimap         | 08.12.2013 | 37 % | 38 % | 8 %   | 4 %   | 3 %     | 5 %   | 3 %  | 2 %    |
| Infratest dimap         | 19.09.2013 | 38 % | 35 % | 11 %  | 4 %   | 2 %     | 4 %   | –    | –      |
| Infratest dimap         | 07.09.2013 | 40 % | 36 % | 9 %   | 4 %   | 3 %     | 4 %   | 2 %  | 2 %    |
| Infratest dimap         | 26.05.2013 | 39 % | 35 % | 14 %  | 4 %   | 2 %     | 3 %   | –    | 3 %    |
| YouGov                  | 25.04.2013 | 42 % | 31 % | 12 %  | 6 %   | 2 %     | 3 %   | –    | 4 %    |
| Infratest dimap         | 16.12.2012 | 40 % | 32 % | 12 %  | 5 %   | 4 %     | 4 %   | –    | 3 %    |
| YouGov                  | 27.09.2012 | 39 % | 30 % | 13 %  | 5 %   | 5 %     | 4 %   | –    | 4 %    |
| YouGov                  | 13.06.2012 | 38 % | 29 % | 12 %  | 7 %   | 7 %     | 3 %   | –    | –      |

### Direktwahl Ministerpräsident
Für die Frage, wen die Bürger direkt zum Ministerpräsidenten/zur Ministerpräsidentin wählen würden, gaben die Meinungsforschungsinstitute folgende Werte an:
| \| Institut \| Datum \| Hannelore Kraft (SPD) \| Armin Laschet (CDU) \| \| ----------------------- \| ---------- \| --------------------- \| ------------------- \| \| Infratest dimap \| 04.05.2017 \| 49 % \| 28 % \| \| Forsa \| 28.04.2017 \| 49 % \| 25 % \| \| YouGov \| 25.04.2017 \| 42 % \| 21 % \| \| Infratest dimap \| 23.04.2017 \| 53 % \| 31 % \| \| Infratest dimap \| 19.03.2017 \| 57 % \| 22 % \| \| Forsa \| 15.03.2017 \| 55 % \| 22 % \| \| Infratest dimap \| 19.02.2017 \| 58 % \| 26 % \| \| Forschungsgruppe Wahlen \| 10.02.2017 \| 55 % \| 29 % \| \| YouGov \| 27.01.2017 \| 46 % \| 16 % \| \| Infratest dimap \| 30.10.2016 \| 56 % \| 20 % \| \| Mentefactum \| 11.09.2016 \| 55 % \| 30 % \| \| Infratest dimap \| 22.05.2016 \| 58 % \| 28 % \| \| Infratest dimap \| 13.12.2015 \| 61 % \| 21 % \| \| Forsa \| 02.12.2015 \| 63 % \| 18 % \| \| YouGov \| 26.11.2015 \| 50 % \| 15 % \| \| Infratest dimap \| 21.06.2015 \| 64 % \| 17 % \| \| YouGov \| 18.12.2014 \| 48 % \| 19 % \| \| Infratest dimap \| 07.12.2014 \| 59 % \| 18 % \| \| Infratest dimap \| 11.05.2014 \| 61 % \| 18 % \| |            |                       |                     |
| Institut | Datum      | Hannelore Kraft (SPD) | Armin Laschet (CDU) |
| Infratest dimap | 04.05.2017 | 49 %                  | 28 %                |
| Forsa | 28.04.2017 | 49 %                  | 25 %                |
| YouGov | 25.04.2017 | 42 %                  | 21 %                |
| Infratest dimap | 23.04.2017 | 53 %                  | 31 %                |
| Infratest dimap | 19.03.2017 | 57 %                  | 22 %                |
| Forsa | 15.03.2017 | 55 %                  | 22 %                |
| Infratest dimap | 19.02.2017 | 58 %                  | 26 %                |
| Forschungsgruppe Wahlen | 10.02.2017 | 55 %                  | 29 %                |
| YouGov | 27.01.2017 | 46 %                  | 16 %                |
| Infratest dimap | 30.10.2016 | 56 %                  | 20 %                |
| Mentefactum | 11.09.2016 | 55 %                  | 30 %                |
| Infratest dimap | 22.05.2016 | 58 %                  | 28 %                |
| Infratest dimap | 13.12.2015 | 61 %                  | 21 %                |
| Forsa | 02.12.2015 | 63 %                  | 18 %                |
| YouGov | 26.11.2015 | 50 %                  | 15 %                |
| Infratest dimap | 21.06.2015 | 64 %                  | 17 %                |
| YouGov | 18.12.2014 | 48 %                  | 19 %                |
| Infratest dimap | 07.12.2014 | 59 %                  | 18 %                |
| Infratest dimap | 11.05.2014 | 61 %                  | 18 %                |

| Institut                | Datum      | Hannelore Kraft (SPD) | Armin Laschet (CDU) |
| ----------------------- | ---------- | --------------------- | ------------------- |
| Infratest dimap         | 04.05.2017 | 49 %                  | 28 %                |
| Forsa                   | 28.04.2017 | 49 %                  | 25 %                |
| YouGov                  | 25.04.2017 | 42 %                  | 21 %                |
| Infratest dimap         | 23.04.2017 | 53 %                  | 31 %                |
| Infratest dimap         | 19.03.2017 | 57 %                  | 22 %                |
| Forsa                   | 15.03.2017 | 55 %                  | 22 %                |
| Infratest dimap         | 19.02.2017 | 58 %                  | 26 %                |
| Forschungsgruppe Wahlen | 10.02.2017 | 55 %                  | 29 %                |
| YouGov                  | 27.01.2017 | 46 %                  | 16 %                |
| Infratest dimap         | 30.10.2016 | 56 %                  | 20 %                |
| Mentefactum             | 11.09.2016 | 55 %                  | 30 %                |
| Infratest dimap         | 22.05.2016 | 58 %                  | 28 %                |
| Infratest dimap         | 13.12.2015 | 61 %                  | 21 %                |
| Forsa                   | 02.12.2015 | 63 %                  | 18 %                |
| YouGov                  | 26.11.2015 | 50 %                  | 15 %                |
| Infratest dimap         | 21.06.2015 | 64 %                  | 17 %                |
| YouGov                  | 18.12.2014 | 48 %                  | 19 %                |
| Infratest dimap         | 07.12.2014 | 59 %                  | 18 %                |
| Infratest dimap         | 11.05.2014 | 61 %                  | 18 %                |

## Ergebnis
| Listen                       | Listen               | Erststimmen | Erststimmen | Erststimmen | Erststimmen | Zweitstimmen | Zweitstimmen | Zweitstimmen | Zweitstimmen | Mandate | Mandate |
| Listen                       | Listen               | Stimmen     | %           | +/-         | Mandate     | Stimmen      | %            | +/-          | Mandate      | Anzahl  | +/-     |
| ---------------------------- | -------------------- | ----------- | ----------- | ----------- | ----------- | ------------ | ------------ | ------------ | ------------ | ------- | ------- |
|                              | CDU                  | 3.242.524   | 38,3        | +5,6        | 72          | 2.796.683    | 33,0         | +6,6         | –            | 72      | +5      |
|                              | SPD                  | 2.919.073   | 34,5        | –7,8        | 56          | 2.649.205    | 31,2         | –7,9         | 13           | 69      | –30     |
|                              | FDP                  | 723.725     | 8,6         | +3,8        | –           | 1.065.307    | 12,6         | +4,0         | 28           | 28      | +6      |
|                              | AfD                  | 460.479     | 5,4         | N/A         | –           | 626.756      | 7,4          | N/A          | 16           | 16      | +16     |
|                              | Grüne                | 509.571     | 6,0         | –3,3        | –           | 539.062      | 6,4          | –5,0         | 14           | 14      | –15     |
|                              | Die Linke            | 414.594     | 4,9         | +2,3        | –           | 415.936      | 4,9          | +2,4         | –            | –       | –       |
|                              | Piraten              | 118.847     | 1,4         | –6,5        | –           | 80.780       | 1,0          | –6,9         | –            | –       | –20     |
|                              | Tierschutzliste      | –           | –           | N/A         | –           | 59.747       | 0,7          | N/A          | –            | –       | –       |
|                              | Die PARTEI           | 25.923      | 0,3         | +0,2        | –           | 54.990       | 0,6          | +0,4         | –            | –       | –       |
|                              | Freie Wähler         | 8.667       | 0,1         | ±0,0        | –           | 33.083       | 0,4          | –0,2         | –            | –       | –       |
|                              | NPD                  | –           | –           | N/A         | –           | 28.723       | 0,3          | –0,2         | –            | –       | –       |
|                              | BIG                  | –           | –           | N/A         | –           | 17.421       | 0,2          | +0,1         | –            | –       | –       |
|                              | ÖDP                  | 7.208       | 0,1         | +0,1        | –           | 13.288       | 0,2          | +0,1         | –            | –       | –       |
|                              | AD-Demokraten NRW    | –           | –           | N/A         | –           | 12.688       | 0,1          | N/A          | –            | –       | –       |
|                              | V-Partei³            | –           | –           | N/A         | –           | 10.013       | 0,1          | N/A          | –            | –       | –       |
|                              | Aufbruch C           | 2.919       | 0,0         | N/A         | –           | 9.636        | 0,1          | N/A          | –            | –       | –       |
|                              | Volksabstimmung      | 2.099       | 0,0         | ±0,0        | –           | 8.386        | 0,1          | +0,1         | –            | –       | –       |
|                              | MLPD                 | 2.496       | 0,0         | N/A         | –           | 7.707        | 0,1          | N/A          | –            | –       | –       |
|                              | Die Violetten        | –           | –           | N/A         | –           | 7.171        | 0,1          | N/A          | –            | –       | –       |
|                              | JED                  | –           | –           | N/A         | –           | 7.054        | 0,1          | N/A          | –            | –       | –       |
|                              | REP                  | 1.257       | 0,0         | N/A         | –           | 6.597        | 0,1          | N/A          | –            | –       | –       |
|                              | Gesundheitsforschung | –           | –           | N/A         | –           | 5.964        | 0,1          | N/A          | –            | –       | –       |
|                              | BGE                  | –           | –           | N/A         | –           | 5.260        | 0,1          | N/A          | –            | –       | –       |
|                              | Schöner Leben        | –           | –           | N/A         | –           | 5.162        | 0,1          | N/A          | –            | –       | –       |
|                              | DBD                  | –           | –           | N/A         | –           | 4.742        | 0,1          | N/A          | –            | –       | –       |
|                              | Die Rechte           | 1.990       | 0,0         | N/A         | –           | 3.589        | 0,0          | N/A          | –            | –       | –       |
|                              | Zentrum              | 1.182       | 0,0         | N/A         | –           | 3.336        | 0,0          | N/A          | –            | –       | –       |
|                              | DKP                  | 2.416       | 0,0         | N/A         | –           | 2.899        | 0,0          | N/A          | –            | –       | –       |
|                              | FBI/FWG              | –           | –           | ±0,0        | –           | 2.877        | 0,0          | –0,1         | –            | –       | –       |
|                              | Parteilose WG „BRD“  | 634         | 0,0         | N/A         | –           | 2.002        | 0,0          | N/A          | –            | –       | –       |
|                              | PAN                  | –           | –           | N/A         | –           | 1.349        | 0,0          | N/A          | –            | –       | –       |
|                              | Familie              | 291         | 0,0         | ±0,0        | –           | –            | –            | –0,4         | –            | –       | –       |
|                              | LD                   | 99          | 0,0         | ±0,0        | –           | –            | –            | N/A          | –            | –       | –       |
|                              | LKR                  | 91          | 0,0         | N/A         | –           | –            | –            | N/A          | –            | –       | –       |
|                              | Einzelbewerber       | 9.105       | 0,1         | +0,1        | –           | –            | –            | –            | –            | –       | –       |
| Gesamt                       | Gesamt               | 8.455.190   | 100         |             | 128         | 8.487.413    | 100          |              | 71           | 199     | –38     |
|                              |                      |             |             |             |             |              |              |              |              |         |         |
| Ungültige Stimmen            | Ungültige Stimmen    | 122.031     | 1,4         | –0,1        |             | 89.808       | 1,0          | –0,3         |              |         |         |
| Wähler                       | Wähler               | 8.577.221   | 65,2        | +5,6        |             | 8.577.221    | 65,2         | +5,6         |              |         |         |
| Wahlberechtigte              | Wahlberechtigte      | 13.164.887  |             |             |             | 13.164.887   |              |              |              |         |         |
|                              |                      |             |             |             |             |              |              |              |              |         |         |
| Quelle: Der Bundeswahlleiter |                      |             |             |             |             |              |              |              |              |         |         |

Erststimmenmehrheiten nach Wahlkreisen (Parteizugehörigkeit der Direktkandidaten):

Bei der Wahl kam es aufgrund des stärkeren Abschneidens der CDU bei den Direktmandaten im Vergleich zu den erlangten Zweitstimmen zu sechs Überhangmandaten, weshalb zudem insgesamt weitere zwölf Ausgleichsmandate für die Listen der SPD, FDP, Grüne und AfD entstanden. Damit verkleinerte sich der Landtag im Vergleich zur vorherigen Legislaturperiode von 237 auf 199 Sitze, blieb jedoch immer noch deutlich über der vorgeschriebenen Mindestzahl von 181 Sitzen (diese wurde zuletzt bei der Landtagswahl 2010 erreicht).

## Besondere Vorkommnisse
- Im Vorfeld der Wahl hat die Geschäftsstelle der FDP dem Landeswahlausschuss eine Landesliste zur Zulassung übermittelt, bei der die Listenposition zweier Kandidaten vertauscht war. Der von der Aufstellungskonferenz auf den aussichtsreichen Platz 24 gewählte Kandidat Christian Sauter war auf Platz 48 gelistet, die für diesen Platz vorgesehene Kandidatin Martina Hannen nahm seinen Listenrang ein. Der Fehler wurde erst nach der Bekanntmachung der Wahlvorschläge bemerkt und konnte nicht mehr behoben werden. Hannen kündigte zunächst an, auf ihr Mandat zu verzichten, entschied sich dann aber doch für die Mitgliedschaft im Landtag und begründete dies unter anderem damit, dass der Sitz so ihrem Kreisverband Lippe erhalten bleibe.[24] Bei einem Mandatsverzicht wäre nicht der ebenfalls aus Lippe stammende Sauter für sie in den Landtag eingezogen, sondern Alexander Brockmeier aus dem westfälischen Steinfurt, der mit Listenrang 29 die erste Nachrückerposition innehat. Sauter erklärte, er werde auf eine Wahlanfechtung verzichten.[25][26]
- Wegen eines Satzfehlers wurden rund 450.000 Stimmzettel für Essen sowie weitere Stimmzettel für Köln, Aachen und Dortmund vor der Wahl vernichtet und neu gedruckt: Der Schriftzug der DKP war von der beauftragten Druckerei nicht wie bei allen anderen Parteien in der Schriftgröße 12 Punkt, sondern kleiner in 11 Punkt gesetzt worden. Um eine mögliche Ungleichbehandlung auszuschließen, hatte der Landeswahlleiter den betroffenen Kreiswahlleitern eine Neubeschaffung empfohlen.[27][28]

### Verdacht der Wahlfälschung
- In mehreren Stimmbezirken gab es laut Schnellmeldung am Wahlabend zwar Erststimmen, aber keine einzige Zweitstimme für die AfD. Gleichzeitig verzeichnete jeweils eine der Kleinparteien AD-Demokraten und Aufbruch C, zwischen denen die AfD auf dem Erfassungsformular gelistet war, in diesen Stimmbezirken deutlich überdurchschnittliche Zweitstimmenzahlen. Nachdem solche Ergebnisse in einigen Stimmbezirken überprüft und Erfassungsfehler festgestellt worden waren, ordnete der Landeswahlleiter eine generelle Prüfung der Plausibilität der Stimmbezirksergebnisse an.[29] Dabei ergab sich, dass in 50 der rund 15.000 Stimmbezirke Abweichungen zu Ungunsten der AfD aufgetreten waren und 2204 Stimmen nicht für die Partei berücksichtigt worden waren. In weiteren 35 Stimmbezirken wurden Fehler zum Nachteil anderer Parteien (insgesamt 298 nicht berücksichtigte Stimmen) entdeckt. Die Korrektur hatte keine Auswirkungen auf die Zahl der Mandate, für einen zusätzlichen Sitz fehlten der AfD im Endergebnis rund 9800 Stimmen. Der stellvertretende Landeswahlleiter bezeichnete die Korrekturen als im Größenverhältnis nicht unüblich, einige Fehler erweckten aber den Eindruck, „nicht ausnahmslos zufällig geschehen zu sein“. In den betroffenen Bezirken würden nun die Wahlvorstände angehört, bei Hinweisen auf bewusste Manipulationen seien diese aufgefordert, Strafanzeige zu stellen.[30]
- Im Mönchengladbacher Stimmbezirk „Altenheim Eicken“ hat der fünfköpfige ehrenamtliche Wahlvorstand alle 37 Stimmzettel, die Stimmen für die AfD enthielten, für ungültig erklärt. Aufgrund der Auffälligkeit des Ergebnisses veranlasste der Kreiswahlleiter eine Neuauszählung, bei der die Gültigkeit der Stimmen festgestellt wurde. Die Polizei leitete Ermittlungen wegen des Verdachts auf Wahlfälschung ein,[31] sie wurden im April 2018 von der Staatsanwaltschaft eingestellt.[32]

### Ermittlungen wegen AfD-Parteispende
Im März 2019 setzte die Bundestagsverwaltung eine Strafe in Höhe von 100.000 Euro fest für illegale Parteispenden zugunsten von Guido Reils Wahlkampf von der Schweizer PR-Agentur Goal AG. Jörg Meuthen kündigte an, die AfD werde dagegen Widerspruch einlegen.

## Koalitionsaussagen
| Koalitionsoption                  | Sitze |
| --------------------------------- | ----- |
| Sitze gesamt                      | 199   |
| Absolute Mehrheit (ab 100 Sitzen) |       |
| CDU, SPD                          | 141   |
| SPD, FDP, Grüne                   | 111   |
| CDU, FDP                          | 100   |

Eine Koalition mit der AfD lehnten alle anderen im neuen Landtag vertretenen Parteien ab. Die FDP lehnte jede Koalition mit den Grünen und die Grünen lehnten jede Koalition mit der FDP ab, womit sowohl eine Ampel- als auch eine Jamaika-Koalition als mögliche Koalitionen ausschieden. Die SPD hatte jede Koalition mit der Linkspartei ausgeschlossen. Die SPD lehnte am Tag nach der Wahl eine große Koalition ebenfalls ab, da CDU und FDP bereits allein über eine knappe Mehrheit verfügen.

## Folgen

### Ende des „Schulz-Hypes“

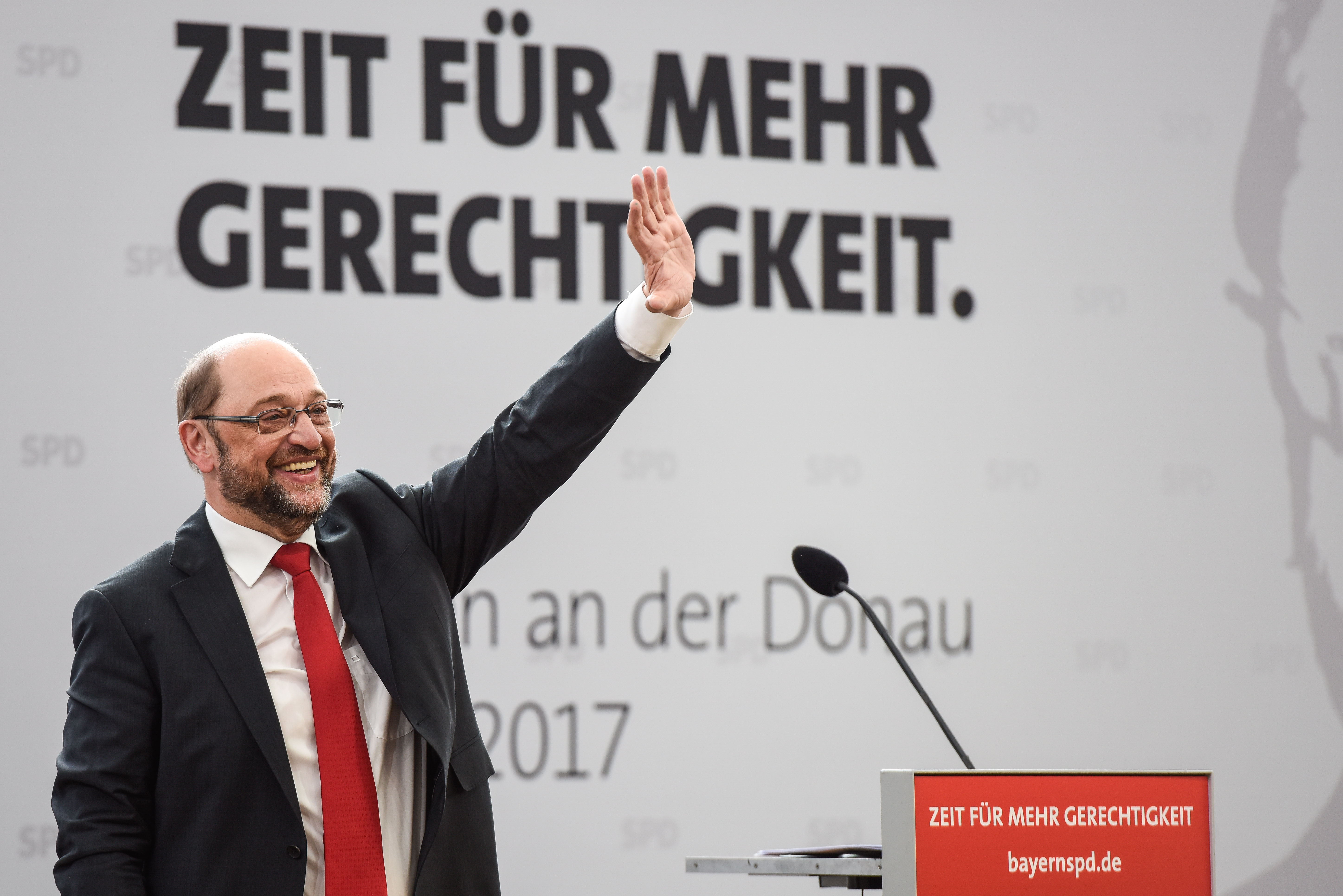
Martin Schulz kurz nach seiner Nominierung zum Kanzlerkandidaten der SPD für die Bundestagswahl 2017 im Februar 2017

Die Niederlage der SPD beziehungsweise der rot-grünen Landesregierung in ihrer „Herzkammer“ wurde medial in Zusammenhang mit den Erfolgsaussichten der Bundes-SPD und ihres Kanzlerkandidaten Martin Schulz bei der Bundestagswahl 2017 gebracht. Nachdem Schulz im Januar überraschend zum Spitzenkandidaten ausgerufen worden war, erfreute er sich zeitweise großer Beliebtheit, was sich in den Umfragewerten der SPD niederschlug. Dieses in der bundesdeutschen Wahlgeschichte einmalige Phänomen wurde mit den Begriffen Schulz-Zug oder Schulz-Hype bezeichnet. Nachdem die SPD kurz nach der Wahl von Schulz zum Bundesvorsitzenden und Kanzlerkandidaten nacheinander die im Vorfeld für aussichtsreich gehaltenen Landtagswahlen im Saarland, in Schleswig-Holstein und NRW verloren hatte, wurde mindestens eine schwere Beeinträchtigung dieses Phänomens festgestellt.

### Personelle Konsequenzen bei SPD und Grünen in NRW

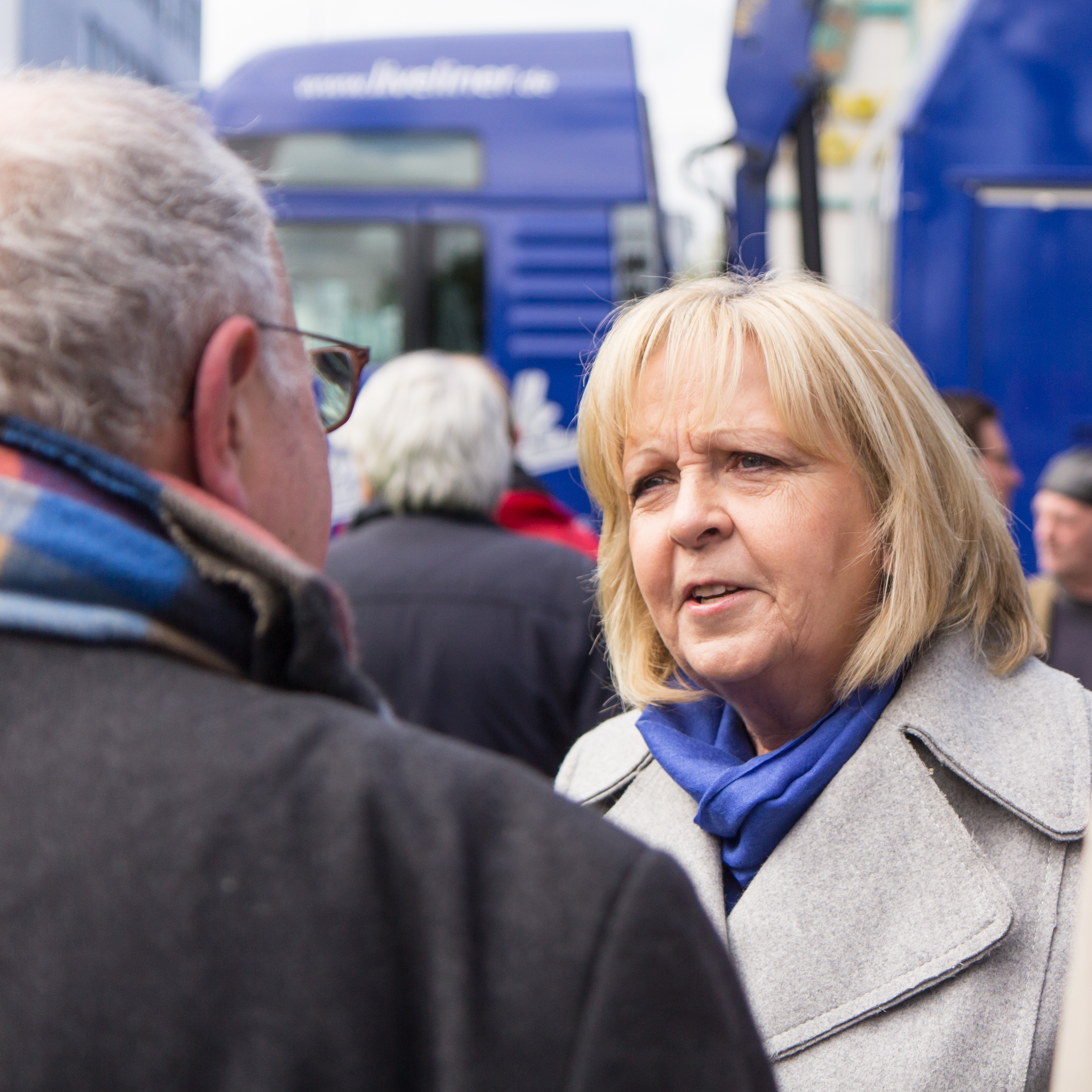
Hannelore Kraft beim Wahlkampf in Köln im April 2017

Zu persönlichen Konsequenzen aus dem Wahlausgang kam es bei den Wahlverlierern SPD und Bündnis 90/Die Grünen: Ministerpräsidentin Hannelore Kraft gab bereits wenige Minuten nach Schließung der Wahllokale und den ersten Prognosen ihren sofortigen Rücktritt als Landesvorsitzende und stellvertretende Bundesvorsitzende der SPD bekannt und zog sich in der Folge aus der Öffentlichkeit zurück. Als ihren Nachfolger nominierte der SPD-Landesvorstand am 19. Mai den bisherigen Bauminister Michael Groschek. Am Tag zuvor hatte auch der Generalsekretär der NRW-SPD André Stinka seinen Rücktritt erklärt. Sein Amt übernahm die bisherige Wissenschaftsministerin Svenja Schulze. Der nach der Niederlage umstrittene sozialdemokratische Fraktionsvorsitzende Norbert Römer wurde hingegen am 30. Mai vorläufig im Amt bestätigt.

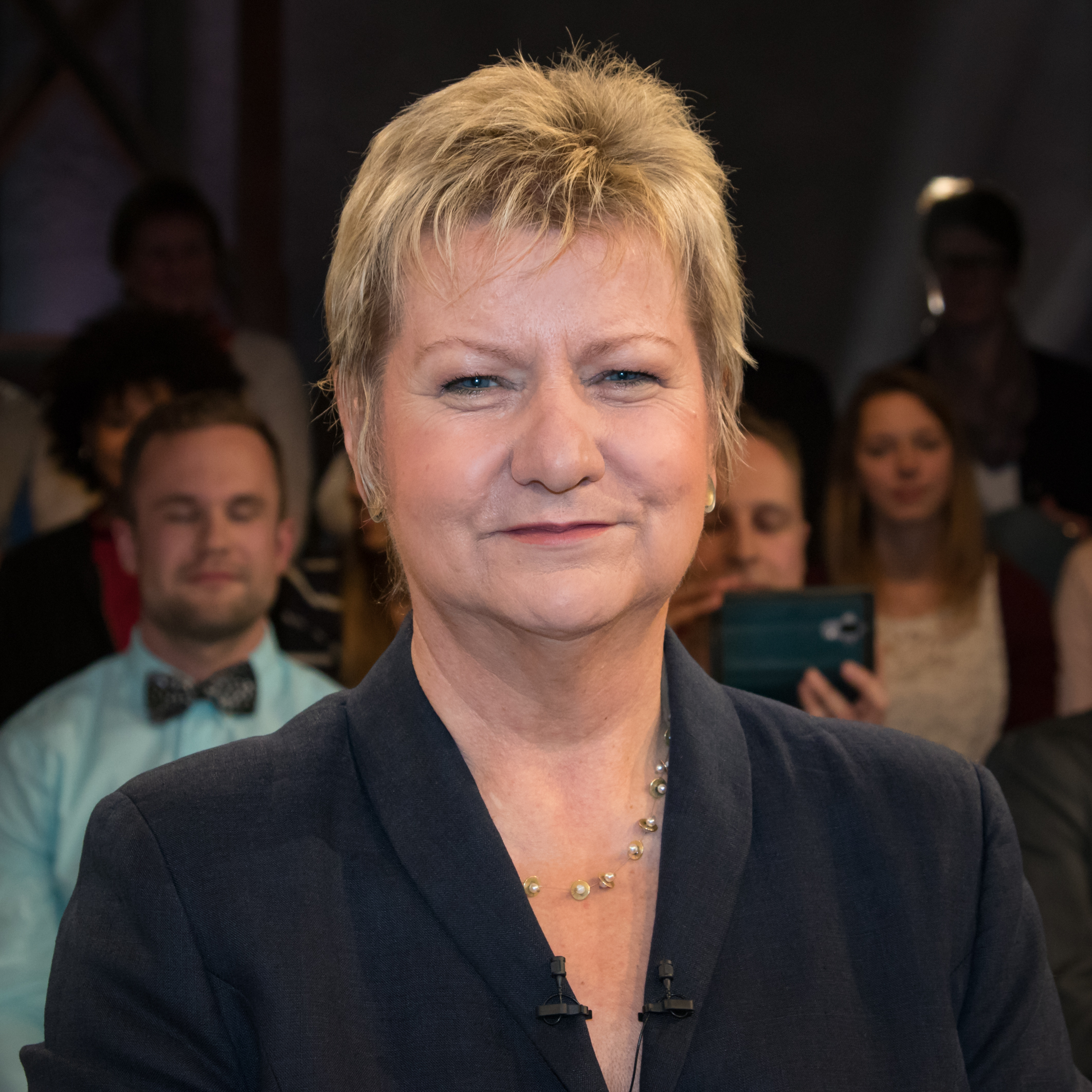
Sylvia Löhrmann in der WDR-Wahlarena

Die grüne Spitzenkandidatin Sylvia Löhrmann kündigte ebenfalls am Wahlabend an, kein politisches Amt mehr zu übernehmen. Am 18. Mai erklärte sie den Verzicht auf ihr Mandat im Landtag. Zwei Tage nach der Wahl kündigte zudem der grüne Fraktionsvorsitzende Mehrdad Mostofizadeh an, er werde keine weitere Amtszeit anstreben.

### Bildung einer schwarz-gelben Koalition
→ Kabinett Laschet
→ Kabinett Wüst I

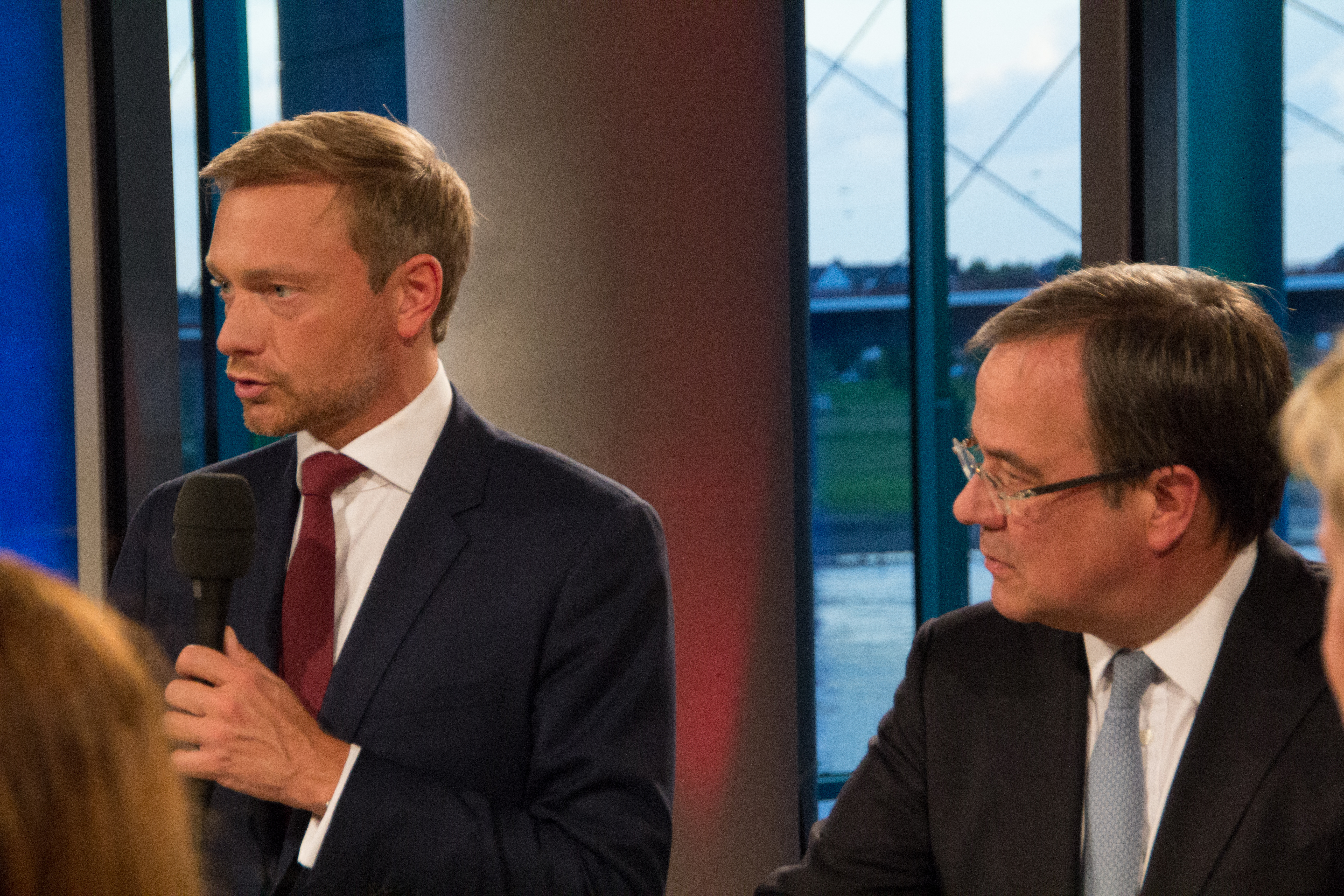
Christian Lindner und Armin Laschet am Wahlabend im Landtag

Am Wahlabend wurden aufgrund des Wahlergebnisses zunächst sowohl eine schwarz-gelbe Koalition (mit nur einer Stimme Mehrheit im Landtag) als auch eine große Koalition unter Führung der CDU für möglich gehalten. Allerdings lehnte der Landesvorstand der SPD bereits am Tag nach der Wahl eine Große Koalition ab. Der CDU-Spitzenkandidat Armin Laschet hatte kurz zuvor angekündigt, mit SPD, Grünen und FDP sprechen zu wollen. Schließlich verständigten sich aber nur CDU und FDP auf Gespräche.
Nachdem die Vorstände beider Landesparteien am 22. Mai der Aufnahme von Koalitionsverhandlungen einstimmig zugestimmt hatten, kam die Koalitionsrunde am 23. Mai erstmals in der Jugendherberge Düsseldorf zusammen. Weiterer Verhandlungsort war der Coworking-Space „Startplatz Düsseldorf“. Nach erfolgreichem Abschluss der Verhandlungen Mitte Juni 2017 legten die Spitzenvertreter von CDU und FDP den ausgehandelten Koalitionsvertrag in ihren Parteien zur Abstimmung vor. Bei einem online durchgeführten Mitgliederentscheid der NRW-FDP stimmten 97 Prozent der Koalitionsvereinbarung zu. Auf einem Landesparteitag der CDU in Neuss sprachen sich 100 Prozent der Delegierten einstimmig für die Regierungsvereinbarung aus. In der Folge unterzeichneten zwölf Vertreter der Parteispitzen, darunter die Vorsitzenden Christian Lindner und Armin Laschet, am 26. Juni in Düsseldorf-Oberkassel am Rheinufer den Koalitionsvertrag.
Am 27. Juni 2017 wurde Laschet mit den 100 Stimmen der Koalition im Landtag zum Ministerpräsidenten von Nordrhein-Westfalen gewählt. Am 30. Juni wurden die Minister seines Kabinetts ernannt und vereidigt. Am 27. Oktober 2021 wurde Hendrik Wüst mit 103 Stimmen vom Landtag als Nachfolger Laschets, der sein Mandat im Deutschen Bundestag annahm, zum neuen Ministerpräsidenten von Nordrhein-Westfalen gewählt. Er übernahm alle Minister des vorigen Kabinetts in seine Regierung; lediglich das zuvor von Wüst geleitete Ministerium für Verkehr wurde neu besetzt.